# 파우더핑거
파우더핑거(Powderfinger)는 1989년 브리즈번에서 결성된 호주의 록 밴드다. 1992년부터 해산한 2010년까지 라인업은 보컬리스트 버나드 패닝, 기타리스트 다렌 미들턴, 이언 행, 베이시스트 존 콜린스, 드러머 존 코그힐로 구성되었다. 그룹의 세 번째 정규 음반 《Internationalist》가 ARIA 음반 차트에서 1998년 9월 1위에 올랐다. 이후로 발표된 정규 음반 네 장을 1위로 만들게 된다. (《Odyssey Number Five》 (2000년 9월), 《Vulture Street》 (2003년 7월), 《Dream Days at the Hotel Existence》 (2007년 6월), 《Golden Rule》 (2009년 11월)) 10위 내로 진입한 히트 싱글로는 〈My Happiness〉 (2000), 〈(Baby I've Got You) On My Mind〉 (2003), 〈Lost and Running〉 (2007)이 있다. 파우더핑거는 누계 18번 ARIA상 수상 실적을 기록했고 실버체어에 뒤이어 두 번째로 가장 많이 수상한 밴드로 자리잡는다. 파우더핑거의 10개 음반 및 DVD가 다중 플레티넘 성적을 거두었으며 그중에서도 가장 성공한 《Odyssey Number Five》는 560,000장 넘는 출하량을 기록해 여덟 차례 플레티넘 인증을 받았다.
첫 DVD 《These Days: Live in Concert》 (2004년 9월), 컴필레이션 음반 《Fingerprints: The Best of Powderfinger, 1994–2000》 (2004년) 발표 뒤 그룹은 2005년 휴식기에 돌입할 것이라고 공표했다. 2007년 두 달간 실버체어와 국제 순회공연 어크로스 더 그레이트 디바이드 투어를 진행할 것이라고 발표했고, 그 뒤 《Dream Days at the Hotel Existence》를 발매했다. 파우더핑거는 자선단체와도 교류했다. 2005년 시드에서 열린 웨이브에이드 콘서트에 참여했고 이 행사는 2004년 인도양 지진 해일의 피해지역을 복구하기 위한 기금을 모으는 것을 목적으로 한다. 2007년 10월 유방암 피해자와 그 가족들을 지원하는 자선 모금을 위해 시드니 오페라 하우스에서 공연했다. 어크로스 더 그레이트 디바이드 투어의 목표 중 하나는 호주의 화해의 노력을 홍보하고 내국인과 비국인간 기대수명의 격차에 대해 의식을 가지는 것이다. 2010년 4월 파우더핑거는 선셋 페어웰 투어에서 해산하기로 결정했고, 음악적으로 말하고 싶은 것을 모두 성취하였기에 이 투어 또한 마지막이 될 것이라고 선언했다. 2010년 11월 13일 마지막 콘서트를 가짐과 동시에 해산했다. 이듬해의 11월, 록 음악 평론가 디노 스카테나와 밴드는 자서전 《족적: 호주의 가장 총애받은 밴드》(Footprints: the inside story of Australia's best loved band)를 출간했다.

## 멤버
- 버나드 패닝 (Bernard Fanning) - 기타, 보컬
- 존 콜린스 (John Collins) - 베이스
- 이언 허그 (Ian Haug) - 기타
- 대런 미들턴 (Darren Middleton) - 기타
- 존 코그힐 - 드럼

### 이전 멤버
- 스티븐 비숍(Steven Bishop)
- 앨리스터 던킨(Alister Donkin)

## 음반 목록
- 《Parables for Wooden Ears》(1994년)
- 《Double Allergic》(1996년)
- 《Internationalist》(1998년)
- 《Odyssey Number Five》(2000년)
- 《Vulture Street》(2003년)
- 《These Days: Live in Concert》(2004년)
- 《Fingerprints: The Best of Powderfinger, 1994-2000》(2004년)
- 《Dream Days at the Hotel Existence》(2007년)
- 《Across the Great Divide Tour》(2007년)
- 《Golden Rule》(2009년)
- 《Seven Deadly Spins》(2009년)
- 《Sunsets Farewell Tour》(2010년)
- 《Footprints - The Best of Powderfinger 2001-2011》(2011년)
- 《Fingerprints & Footprints: Ultimate Collection》(2011년)